# Sismoscope de Zhang Heng

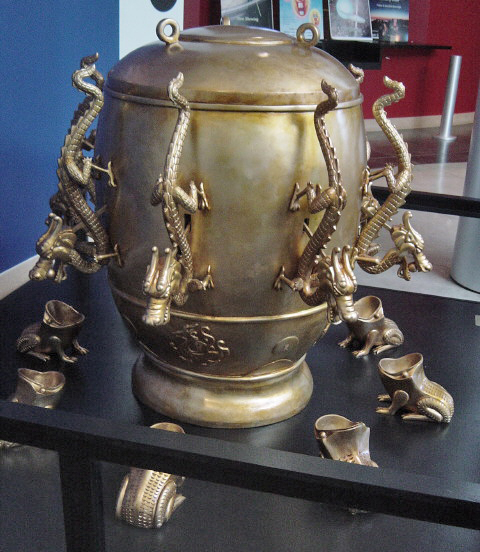
Réplique du sismoscope de Zhang Heng, Chabot Space & Science Center, Oakland (Californie, USA).

Le sismoscope de Zhang Heng, 候风地动仪 — Houfeng Didong Yi (« girouette des mouvements de la Terre ») est un sismoscope présenté par le savant chinois Zhang Heng en 132. Précurseur du premier sismographe inventé en 1703 par le physicien français Jean de Hautefeuille, cet appareil mettait en évidence les mouvements du sol et leurs directions mais sans pouvoir les quantifier.

## Fonctionnement
Ce sismoscope est une jarre en bronze d'environ 2 m de diamètre, sur le pourtour duquel étaient soudés ou rivetés huit dragons, tête en bas et gueule semi-ouverte, orientés selon une rose des vents à 8 points cardinaux (N, NE, E, SE, S, SW, W, NW). Chacune des têtes dominait une grenouille, bouche ouverte.
Les chercheurs, se basant sur la description partielle de ce sismoscope dans le Livre des Han postérieurs pensent qu'à l’intérieur, le système se composait au centre d’un pendule (masselotte) inversé (le pivot coïncidait avec la partie inférieure de la tige centrale) et de  huit bras mobiles articulés. À l'extrémité de chacun d'eux se trouvait une bille métallique placée dans un réceptacle sous la forme de la gueule articulée d'un dragon. Lors d'un séisme, le déplacement relatif initial de la masselotte détectrice centrale ouvrait davantage la gueule articulée du dragon côté épicentre, débloquant la bille qui tombait alors dans le récipient, ayant la forme d'un crapaud ou d'une grenouille, situé en dessous. Le son produit par la bille de métal tombée indiquait le moment auquel il survenait, la grenouille indiquait sommairement la direction de l'épicentre et vers où envoyer d'éventuels secours;

## Répliques

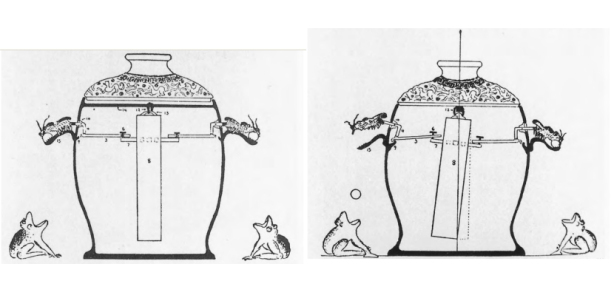
Première réplique de Wang Zhenduo (1936)
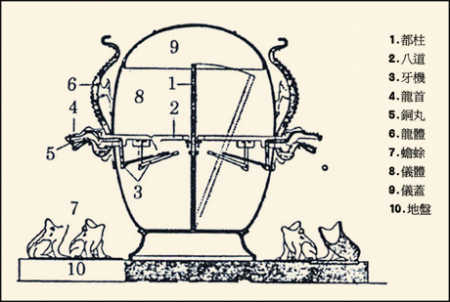
Seconde réplique de Wang Zhenduo (1963)
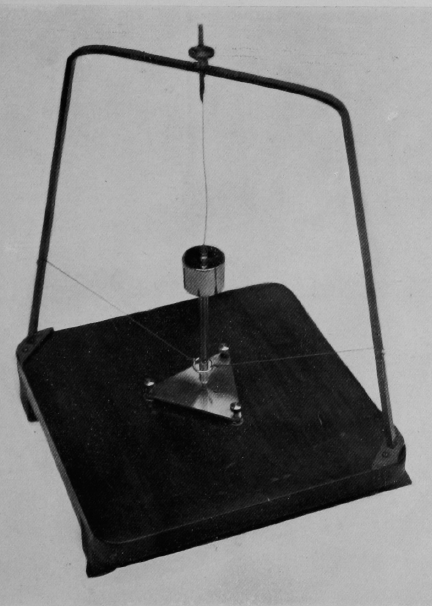
Mécanisme interne proposé par Akitsune Imamura (1939)